# ذخیره‌گاه طبیعی تایمیر
ذخیره‌گاه طبیعی تایمیر (انگلیسی: Taymyr Nature Reserve) یک پارک و ذخیره‌گاه طبیعی در سرزمین کراسنویارسک کشور روسیه است.